# Du vent
Du vent est un roman de Xavier Hanotte publié en 2016 aux éditions Belfond, terminé à Woluwe-Saint-Pierre en septembre 2015 (p. 419).

## Résumé
Au chapitre 1, le texte commence par un récit entre deux femmes dans un scénario de thriller érotique. La lieutenante Bénédicte Garnier, de l'état-major stratégique, après un long voyage en train, parvient dans une ville portuaire, où elle a obtenu sa mutation pour un dépôt stratégique. La chauffeur de taxi admire la belle personne, tout comme la réceptionniste de l'hôtel Moderne. La chambre 307 est vite le lieu d'une scène imprévue. Le somnifère contenu dans le thé abat la militaire, désormais aux mains de la belle réceptionniste, Sophie Opalka, qui la surveille (cutter, Beretta), la déshabille, la ligote à la crapaudine, et organise son usurpation d'identité pour introduction dans la base militaire, et sans doute dans ses systèmes électronique et informatique. Bénédicte se réveille, ne parvient pas à bouger, et un nouvel emballage suivi d'une piqûre suffit à la calmer durablement. 
Au chapitre 2, Vincent Blaise, directeur littéraire des éditions B & B, à Paris, reçoit Jérémie Straube, et son court tapuscrit, une vingtaine de pages, le galop d'essai d'un roman à venir qu'il se propose de publier dans une nouvelle collection bondage : la belle militaire et la vilaine de service. Avant même de passer par un second lecteur, un contrat est ptésenté, avec un à-valoir et un cahier des charges. Jérémie est un peu maladroit, et le texte suggère également une usurpation d'identité.
Au chapitre 5, Jérôme Walque (plus de 45 ans déjà) ouvre sa porte à Jérémie Straube, qui vient se faire inviter pour le dîner improvisé, pour offrir un étrange cadeau, et demander l'aide de son camarade d'école, depuis quarante ans. Jérémie est un spécialiste des embrouilles littéraires, Jérôme est un sérieux auteur de quelques gros romans peu vendables, qui assure financièrement comme correcteur en édition juridique. Le cadeau consiste en trois livres illustrés, Aventures de Gwendoline, Betty Page, Queen of Pin-Up et une encyclopédie à l'usage des scouts et des guides. Jérémie (Je chasse le contrat) propose à son ami un arrangement d'affaires, une amorce de récit bondage, un rendez-vous chez un éditeur parisien, et davantage si tout marche. Jérôme freine l'enthousiasme, car il est déjà reparti dans son éternel ouvrage sur Lépide (Marcus Æmilius Lepidus, le troisième du triumvirat Anoine-Octavien-Lépide), mais finit par accepter, par défi, par curiosité.
Les chapitres 6, 10, 13 et 18 sont des extraits du travail en cours, le roman historique avec Lépide, Quintus, Flaccus, Antoine, Octave, Agrippa, Plennius, Galienus et les autres Romains d'époque.
Au chapitre 7, Jérôme vérifie la vraisemblance des détails de son histoire avec Bénédicte et Sophie, auprès d'un vendeur de magasin spécialisé (chanvre ou sisal, ligature, corde à linge en polyester, adhésif extra-strong antiallergique, etc) et auprès de son amie, Aurore, en congrès ou colloque au Canada, en hôtel cinq étoiles (peignoir de bain, glands, longueur, etc), et corrige son texte, sur ordinateur.
Donc, dès le chapitre 8 (p. 179), Sophie officie sous couvert de Bénédicte, lors de la fête de fin d'année civile au mess des officiers. Elle pénètre dans le bureau du colonel, et dans son ordinateur, copie ce qui est convenu, désactive ce qui est prévu de la sécurité des accès aux zones réservées, glane des composants électroniques du nouveau système Éole 3...
Au chapitre 9, Gérard Butte, second B des Éditions B & B, trop bien renseigné, téléphone  à Jérôme Walque, prête-nom de Jérémie Straube, soliloque, et le convoque dans l'heure dans un bon bar-restaurant à proximité, pour discuter : votre ami, fumiste talentueux (p. 206, vient de signer pour un scénario de série télé ; continuez à travailler Du Vent et je vous aide pour la documentation sur Lépide.
Au chapitre 12, Jérôme subit une intrusion nocturne de Gérard Butte accompagne de M. Lépide. L'entretien se passe mal, parce que cet homme en sandales lacées est le père homonyme du triumvir Lépide, ramené dans des circonstances improbables (pas de jappement du pibull cerbère de l'immeuble).
Au chapitre 14, un policier en duffel-coat, le Commissaire vient soumettre une photographie de Gérard Butte (Blaise et Butte), ces pieds nickelés, aigrefins, l'informer que la police que vous travaillez pour eux' (p. 317, qu'ils ont déplacé ce qui n'aurait pas dû l'être, et que les conséquences... : la littérature n'est pas toujours [...] du vent (p. 317).
Au chapitre 15, Jérôme fonce à Paris,en Thalys, avec la suite de son manuscrit, vérifier l'inexistence suggérée de la maison d'édition B & B. Il répond dans le bureau supposé un coup de téléphone incompréhensible : Bénédicte ? Intervenir !
Le puzzle mental s'intensifie : le Commissaire Michel lui a réservé une place dans un train à la Gare du Nord, départ immédiat en voyageur unique, endormissement automatique, arrivée dans une ville portuaire inconnue (Ostende, Anvers, ou autre), gare saturée de militaires en partance, taxi pour l'hôtel Moderne, chauffeur qui reconnaît la description de la jeune militaire qu'il a chargée le jour-même, réceptionniste de l'hôtel, chambre 405...
« Quand on pondait des récits tordus, tout devenait possible » (p. 365) !

## Révérences culturelles
Les références littéraires sont ponctuelles, dans les discussions entre les deux littérateurs amis : Apollinaire, Balzac, Brassens, Céline, Giraudoux, Mallarmé, Molière, Shakespeare, Térence. Musique et arts visuels sont moins référencés.
Opportunément, Cicéron et Virgile sont évoqués dans les quatre remarquables chapitres de roman historique sur Lépide, à la Yourcenar.
L'aspect postmoderne tient surtout au dérèglement qu'apportent auteurs et éditeurs, personnages de fiction, suivis par le réel (déplacements, factures, armée, police) ce qui est le fait de littérateurs, créatures de fiction : idiotisme de métier comme chez cet autre spécialiste de thriller érotique, Robbe-Grillet.

## Éditions
- Du vent, roman, Paris, Belfond, 2016, 430 pages  (ISBN 978-2-71-445-826-1).